# Ley General de Sanidad
La Ley 14/1986, de 25 de abril, General de Sanidad es una ley promulgada el 25 de abril de 1986 por las Cortes Generales en la que se establece la regulación de las acciones encaminadas a la protección de la salud establecida en el artículo 43 de la Constitución española. En su Título III define a las prestaciones públicas y sus estructuras como un Sistema Nacional de Salud, con una organización de sus servicios establecida por las distintas comunidades autónomas.
Se redactó durante la primera legislatura de gobierno socialista presidido por Felipe González y con Ernest Lluch como ministro de Sanidad.

## Novedades de la Ley
La Ley General de Sanidad estableció un cambio de gran trascendencia en el modelo político de asistencia sanitaria, que pasó de un sistema de Seguridad social financiado con las cuotas de trabajadores y empresarios a un Sistema Nacional de Salud en el que se integraban todas las otras redes existentes y que pasó a financiarse a través de los presupuestos Generales del Estado de forma progresiva. Se estableció igualmente la universalidad de la asistencia sanitaria para todos los españoles.
Como consecuencia de esta nueva concepción se pasó de un 77% de la población cubierta por la Seguridad Social en 1975 a un 95,5% cubierta por el sistema nacional de salud en 1995.